# Bródy Sándor-díj
A Bródy Sándor-díj magyar irodalmi díj, amelyet a Bródy Sándor Alapítvány ad ki. A díjat Bródy Sándor emlékére alapította Amerikában élő unokája, Alexander Brody, és minden évben egy-egy első kötetes prózaíró kaphatja meg pályázat útján. A Bródy Sándor-díj pénzjutalommal jár, ezenkívül az alapítvány anyagilag hozzájárul a szerző második kötetének megjelenéséhez is.

## Díjazottak
- 1995: Simon Balázs, Szilasi László
- 1996: Hamvai Kornél
- 1997: Farkas Péter, Salamon András
- 1998: Zoltán Gábor
- 1999: Ajtony Árpád
- 2000: Jusztin Harsona
- 2001: Szálinger Balázs
- 2002: Grecsó Krisztián
- 2003: Dragomán György
- 2004: Murányi Zita és Nagy Gabriella
- 2005: Gazdag József
- 2006: Szakács István
- 2007: Harcos Bálint
- 2008: Dunajcsik Mátyás
- 2009: Hunčík Péter pszichiáter, író
- 2010: Máté Angi
- 2011: Szvoren Edina
- 2012: Kálmán Gábor

Különdíj: Varró Dániel (1999)